# Young Justice (serie animata)
Young Justice è una serie animata statunitense creata da Greg Weisman e Brandon Vietti. Prodotta da Warner Bros. Animation, la serie è andata in onda per la prima volta il 26 novembre 2010 su Cartoon Network. In Italia la prima stagione è stata trasmessa su Cartoon Network a partire dal 30 aprile 2012. Non si tratta di un adattamento del fumetto omonimo di Peter David, Todd Dezago e Todd Nauck, bensì di un adattamento dell'universo DC che si focalizza sui giovani supereroi. Al termine della seconda stagione, la serie è stata cancellata; dopo tre anni dalla chiusura, il 7 novembre 2016 la Warner Bros. Animation ha annunciato che ne sarebbe stata prodotta una terza andata in onda nel 2019. Dopo la conclusione della quarta stagione, la serie è stata cancellata per la seconda volta in nove anni.
Le vicende ruotano attorno ad un gruppo di giovani supereroi adolescenti (in prevalenza sidekicks, ossia spalle come Robin, Superboy, Kid Flash, Aqualad, Miss Martian e Artemis) denominato la "Squadra" che porta a termine delle operazioni clandestine per conto della Justice League, di cui rappresenta la controparte giovanile. Gli eventi si svolgono sulla Terra-16 del nuovo multiverso DC, diverso dal precedente DCAU e da altre continuity, ed è ambientata ai giorni nostri, in un periodo in cui i supereroi sono un fenomeno recente.
La serie ha ricevuto il plauso della critica, vincendo anche numerosi premi. Il sito IGN l'ha inserita al 20º posto nella Top 25 delle più grandi serie di tutti i tempi tratti da un fumetto. Grazie al successo conseguito da Young Justice, sono stati realizzati diversi fumetti che hanno contribuito ad espandere l'universo della serie: in totale sono usciti 25 numeri divisi in 4 volumi, a partire dal gennaio 2012 fino al dicembre 2013. Altri prodotti legati alla serie sono il videogioco Young Justice: Legacy, il primo videogioco basato sulla serie televisiva uscito nel novembre 2013 e numerose action-figure create dalla Mattel e dedicate ai personaggi della serie.

## Trama

### Prima stagione
Il primo doppio episodio introduce i personaggi di Robin (Dick Grayson), Aqualad, Kid Flash e Speedy/Freccia Rossa, ansiosi di essere riconosciuti non più come semplici spalle ma come veri e propri supereroi. Il rifiuto dei loro rispettivi mentori (Batman, Aquaman, Flash e Freccia Verde) li porta a reagire in maniera diversa: Speedy, il più anziano del gruppo, abbandona il suo maestro e comincia a lavorare in proprio come Freccia Rossa, mentre gli altri approfittano dell'assenza della Lega per investigare su un incendio avvenuto nei laboratori Cadmus, dove scoprono che sono stati creati segretamente un giovane clone di Superman (Superboy) e un gruppo di armi viventi denominate Genomorph. L'episodio prosegue con la scoperta da parte dello spettatore che il Cadmus e le origini di Superboy sono connesse con un misterioso gruppo denominato "La Luce" e con Robin, Aqualad e Kid Flash che riescono a convincere Batman a formare una squadra, in cui viene inserito anche Superboy, che possa occuparsi delle operazioni che la Justice League avrebbe difficoltà a tenere segrete data la celebrità dei suoi membri. La base della Squadra viene dunque stabilita in una caverna del monte Justice, vicino a Bay Harbor, e al team iniziale si uniranno nel corso della prima stagione anche Miss Martian (un'aliena umanoide, nonché nipote di Martian Manhunter), Artemis, Zatanna e (sul finale) Rocket.

### Seconda stagione
La seconda stagione (nota come Young Justice: Invasion) è ambientata cinque anni dopo la precedente e vede la Squadra, a cui sono stati aggiunti nuovi elementi come Beast Boy e Bumblebee, indagare sul collegamento fra "La Luce" e una razza di alieni che ha invaso la Terra sostituendosi a personalità importanti (tra cui il Segretario dell'ONU) a seguito di un attacco sul loro pianeta perpetrato da sei membri della Lega (Batman, Superman, Martian Manhunter, Wonder Woman, Hawkgirl e John Stewart) durante il periodo in cui essi erano sotto il controllo della stessa organizzazione nell'ultimo episodio. Contemporaneamente Freccia Rossa, dopo aver scoperto di essere un clone del Cadmus alla fine della prima stagione, viaggia per il mondo con la compagna Cheshire alla ricerca del vero Roy Harper, mentre Aqualad s'infiltra fra gli uomini di suo padre Black Manta (succeduto ad Ocean Master come membro della "Luce") per indagare sull'identità del misterioso partner alieno dell'organizzazione.

### Terza stagione
La terza stagione Outsiders, ambientata due anni dopo la precedente, vede la squadra combattere il traffico di meta-umani dopo che i Reach avevano rivelato l'esistenza del meta-gene dormiente all'interno degli esseri umani che poteva essere attivato. Di conseguenza, varie nazioni e organizzazioni hanno iniziato a partecipare a tali attività. Geo-Force e Halo sono tra gli esperimenti condotti dal governo markoviano. Inoltre, devono anche occuparsi delle trame della Luce (che ora hanno Deathstroke, Ultra-Humanite e Gretchen Goode in sostituzione di Ra's al Ghul, Cervello e Black Manta) e di nuovi personaggi del pianeta New Genesis e del pianeta Apokolips. Una sottotrama riguarda Geo-Force in cerca della sorella minore perduta da tempo che è segretamente in combutta con Deathstroke.

### Quarta stagione
La quarta stagione Phantoms, è ambientata un anno dopo la terza stagione. In questa stagione si vedrà: Miss Martian e Superboy che vanno su Marte per il loro matrimonio, e una volta arrivati scoprono dell'omicidio del re di Marte, così decidono di indagare. M'gann dovrà poi affrontare il fratello, Ma'alefa'ak. Tigress deve affrontare i problemi con sua sorella Cheshire e la Lega delle Ombre, con a capo Lady Shiva. Zatanna, i suoi allievi e Dottor Fate si trovano ad aiutare Klarion, che data la venuta di un nuovo Lord del Caos, di nome Child, sta per essere rimpiazzato.

## Episodi
| Stagione         | Episodi | Prima TV USA | Prima TV Italia |
| ---------------- | ------- | ------------ | --------------- |
| Prima stagione   | 26      | 2010-2012    | 2012-2013       |
| Seconda stagione | 20      | 2012-2013    | 2013-2014       |
| Terza stagione   | 26      | 2019         | 2024            |
| Quarta stagione  | 26      | 2021-2022    | 2025            |

## Personaggi e doppiatori
- Dick Grayson / Robin / Nightwing (stagioni 1-4), voce originale di Jesse McCartney, italiana di Alessio De Filippis (st. 1), Massimo Triggiani (st. 2-3).
- Kon-El / Conner Kent / Superboy (stagioni 1-4), voce originale di Nolan North, italiana di Marco Vivio.
- Wally West / Kid Flash (stagioni 1-2, guest 3-4), voce originale di Jason Spisak, italiana di Daniele Raffaeli.
- Kaldur'Ahm / Aqualad / Aquaman (stagioni 1-4), voce originale di Khary Payton, italiana di Edoardo Stoppacciaro.
- M'ggan M'ozz / Megan Morse / Miss Martian (stagioni 1-4), voce originale di Danica McKellar, italiana di Letizia Ciampa.
- Artemis Crock / Artemis / Tigress (stagioni 1-4), voce originale di Stephanie Lemelin, italiana di Joy Saltarelli (st. 1-2).

## Produzione

### Concezione e sviluppo

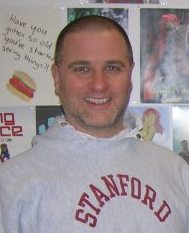
Greg Weisman, co-creatore della serie animata insieme a Brandon Vietti.

Tra il 2008 e l'inizio del 2009, appena dopo che Greg Weisman finì di produrre The Spectacular Spider-Man e Brandon Vietti diretto il film animato DC Batman: Under the Red Hood, Sam Register, vice-presidente esecutivo degli affari creativi della Warner Bros. Animation (anche collegato a prodotti esecutivi), li avvicinò per sviluppare una serie animata basata su Lanterna Verde. Durante i mesi che seguirono, il duo sviluppò la premessa di "operazioni di un'unità segreta" per questa serie, ma a causa del rinvio del film live-action, la serie è stata messa in attesa per almeno un anno. La Warner Bros. ha deciso di far realizzare a Weisman e Vietti una serie Space Ghost, ma anche questa ipotesi non è andata in porto. Infine, Sam Register voleva uno spettacolo basato sull'idea di un insieme dei Giovani Titani e la serie a fumetti Young Justice, e non l'adattamento di uno o dell'altro. Il titolo scelto per lo show di Register era Young Justice in quanto esprimeva in modo chiaro ciò che la serie avrebbe dovuto mostrare. Greg Weisman, che Register contattò immediatamente dopo la cancellazione della serie televisiva animata The Spectacular Spider-Man e Brandon Vietti, il cui lavoro con Batman: Under the Red Hood è stato apprezzato da Register, è stato assunto alla produzione. Register scherzava sul fatto che i due fossero apparentemente simili, oltre a essere simili nel modo di pensare. Peter David, che ha scritto numerosi fumetti di Young Justice, è stato assunto per poter scrivere alcuni episodi. Erano coinvolti nella scrittura anche Greg Weisman, Kevin Hopps, Andrew Robinson, Nicole Dubuc, Jon Weisman e Tom Pugsley, con Vietti fortemente coinvolto nel processo di scrittura del libro. La produzione dello spettacolo è stata avviata dopo la cancellazione di progetto che prevedeva una serie su Nightwing, che è stata scartata in favore di questa serie. In un primo momento, Weisman e Vietti erano molto preoccupati, poiché Teen Titans e Justice League Unlimited avevano avuto un enorme successo, sia da parte della critica che del pubblico, ed erano dei prodotti relativamente recenti.
Il risultato della collaborazione di Weisman e Vietti è stato uno spettacolo di giovani eroi basati su una combinazione delle serie anni '60 dei Teen Titans e della Young Justice degli anni '90 oltre ai recenti fumetti sui Teen Titans e su Young Justice, ed è basato sul tema dei segreti e delle bugie. Nei bozzetti sulla serie provenienti da una vasta gamma di fumetti, il team creativo ha cercato di distinguere il tono della serie da quello della serie televisiva animata Teen Titans, cercando di renderlo più somigliante alla serie a fumetti Young Justice piuttosto che ai New Teen Titans di Marv Wolfman e George Pérez. Il concetto di una squadra per le operazioni segrete è stato paragonato a Impossible Missions Force, un'agenzia di spionaggio indipendente fittizia nella serie Missione Impossibile. Insieme, Weisman e Vietti hanno presentato idee, personaggi e spunti per le trame per almeno due stagioni, anche se non è noto a quante abbiano pensato la DC Entertainment e la Warner Bros. Animation. Sebbene ci fossero numerosi personaggi che i produttori non potevano utilizzare nella prima stagione (un elenco che è diminuito durante la fase di sviluppo), di solito erano responsabili delle decisioni che determinavano se il personaggio sarebbe stato o no utilizzato. Geoff Johns, direttore creativo della DC Entertainment e Phil Bourassa, character design della serie, hanno contribuito nella fase di produzione e di sviluppo.
Le prime notizie riguardanti la serie hanno cominciato a circolare nel 2009, quando un attore che aveva avuto un'audizione come Aqualad ha twittato un suo disegno basato sul personaggio. L'inesplicabile cambiamento dell'etnia del personaggio ha scatenato molte critiche su Internet, percepito da molti come tokenism (un cambiamento simbolico). Nel gennaio dell'anno successivo, Stephanie Lemelin ha annunciato sul suo blog che era stata scelta "Arrowette" come membro della "Young Justice League". Nello stesso mese, un manifesto su ActionFigureInsider ha riportato la notizia che Warner Bros. aveva tre spettacoli in sviluppo, uno dei quali chiamato Young Justice.
Il 21 aprile, Young Justice è stata ufficialmente annunciata alla presentazione Upfront di Cartoon Network. Il 23 luglio al San Diego Comic-Con International, Greg Weisman e Brandon Vietti hanno condiviso alcuni dettagli dettagliati sulla premessa della serie. Due mesi dopo, al New York Comic Con, Weisman e Vietti hanno mostrato due clip tratte dal primo episodio. La produzione nella prima stagione è stata ufficialmente conclusa un anno dopo, il 21 novembre 2011.

### Sceneggiatura
Molto presto, i produttori hanno delineato la trama di base che comprendeva tre stagioni, anche se ne era stata ordinata solo una. Volevano avere "un forte senso di dove stavano andando alcuni fili della storia e dove altri stavano finendo in modo che [loro] potessero pianificare meglio l'inizio e la metà". In primo luogo, hanno delineato la storia generale e i personaggi, comprese le indicazioni generali per ogni personaggio principale. Poi hanno separato l'intera stagione su schede e li hanno spostati su una bacheca fino a quando non avevano "una serie coerente di storie, creando un arco o un arazzo per l'intera stagione". Ciò ha consentito loro non solo di tenere traccia dei vari grafici e sottotrame multistrato, ma anche di tracciare indizi lungo il percorso che avrebbero ripagato ulteriormente lungo la linea. Questo metodo includeva anche la codifica a colori: cartellini gialli per titoli e date, cartellini blu per gli adolescenti come supereroi, cartellini viola per gli adolescenti nelle loro vite civili, cartellini rossi per la Justice League e cartellini verdi per i cattivi.
Nonostante la trama fosse onnicomprensiva, Weisman ha dichiarato che si sono sforzati di creare episodi che possano "resistere da soli". In altre parole, ogni episodio ha una storia autoconclusiva - con un inizio, una metà e una fine - che può essere compresa da qualsiasi nuovo arrivato, indipendentemente da quanti episodi potrebbero aver perso prima. Spera che questo spinga il pubblico a guardare ogni episodio che segue e che lo precede. Questo è anche uno dei motivi principali per cui Weisman è contrario all'utilizzo del segmento "negli episodi precedenti" all'inizio di ogni episodio.

### Animazione
La MOI Animation Inc. ha animato le prime due stagioni di Young Justice. Warner Bros. ha subappaltato la produzione allo studio internazionale situato a Seul, in Corea del Sud. Gli artisti dello studio americano di animazione di Los Angeles, la Warner Bros. Animation, hanno disegnato gli storyboard; progettato nuovi personaggi, sfondim scenografia e realizzato animatic. Gli studi d'oltremare in Corea del Sud, la MOI Animation, Inc. e Lotto Animation, hanno disegnato in animazione tradizionale e tweening. Tuttavia, Greg Weisman ha fatto notare come alcuni storyboard sono stati realizzati a Seoul. Nelle fasi finali, la colorazione digitale e il montaggio sono stati fatti dalla Warner Bros. Animation.
La sequenza d'apertura, animata da MOI Animation Inc. (che aveva già lavorato all'animazione della serie) e WUT IT IS, inizia con i primi piani del cast principale e poi si termina con un montaggio di scene assortite con gli eroi in azione. Questo filmato, creato principalmente per scopi promozionali, è stato usato solo per i titoli di testa. Alla fine di ogni sequenza d'apertura, della durata di 20 secondi, sono presenti anche clip tratte dal relativo episodio. L'evento speciale di un'ora del 20 dicembre 2010, non è stato caratterizzato dall'intro. A partire dalla seconda stagione, la sigla è stata eliminata e compare solo il titolo della serie.
Come già successo in precedenza, Weisman ha confermato che gli studi in Corea del Sud lavoreranno alle animazioni della terza stagione. Anche Digital eMation, un altro studio coreano che non ha mai lavorato alla serie, ha confermato di animare alcuni episodi. I crediti post titoli di coda hanno confermato che DR Movie e Digital eMation (accreditato come eMation) hanno lavorato sugli episodi alternandosi e che nessuno degli studi delle prime due stagioni è stato coinvolto nella produzione. L'episodio Nightmare Monkeys è stato un'eccezione, interamente animato dallo Studio Mir.

### Design

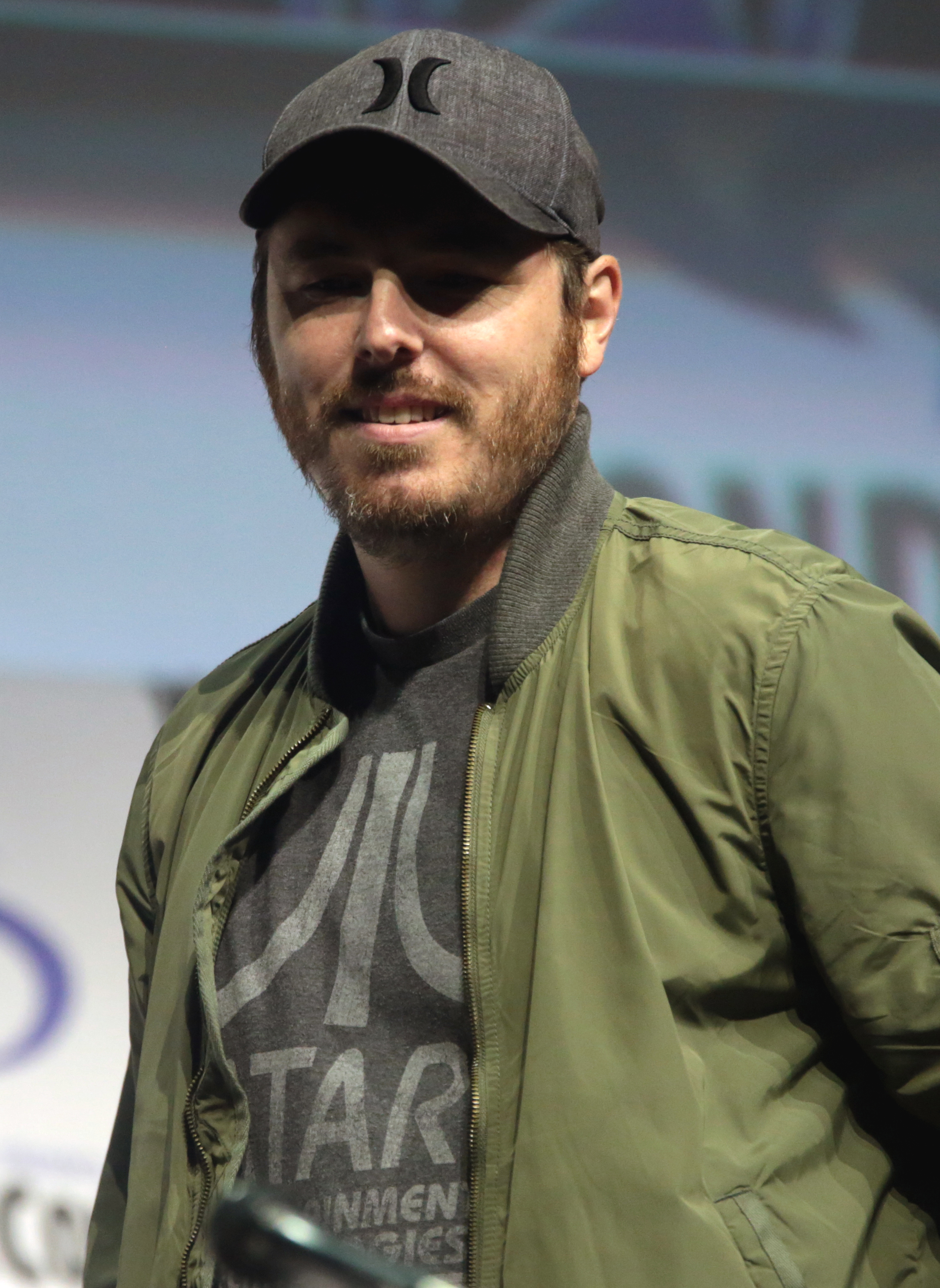
Phil Bourassa ha realizzato il design di tutti i personaggi.

I produttori hanno voluto creare costumi più realistici possibili pur mantenendosi coerenti con la continuità tradizionale dell'Universo DC. La maggior parte della direzione artistica è stata guidata da Vietti, che ha stabilito che i disegni dei costumi non avrebbero dovuto solo riflettere i bisogni fisici di chi li indossa, ma anche la sua personalità, con Bourassa che ha incorpora queste idee nei suoi disegni. Nel caso del vestito di Kid Flash, ad esempio, l'imbottitura serve a ridurre la forza d'urto sperimentata durante gli sbandamenti e le collisioni e la struttura in cuoio stabilizza la sua forza d'urto.
Ogni personaggio è stato progettato da Phil Bourassa, che è entrato nella squadra di produzione nella primavera del 2009 dopo aver lavorato al film Justice League: La crisi dei due mondi. Brandon Vietti, che ha la maggioranza assoluta nella direzione artistica, ha insistito nel realizzare il design della serie più moderno, credibile e realistico possibile, soprattutto per quanto riguarda la progettazione dei singoli personaggi. Sportsmaster è stato spesso definito come il coronamento del loro lavoro. Ampiamente conosciuto come un personaggio kitsch nei fumetti, Vietti e Bourassa si sono impegnati per renderlo "il 100% duro a prima vista" e coerente con il resto della grafica della serie. Per farlo, hanno inserito un tema sportivo nel suo costume, ma in un modo che lo rende pratico e intimidatorio.
Secondo Brandon Vietti, l'abito di Aqualad è quasi senza soluzione di continuità, lucido, senza texture e progettato per tagliare velocemente l'acqua. Robin, d'altra parte, ha un costume realizzato con cuciture e imbottitura progettati per salvaguardare il corpo durante le lotte stradali o addirittura per fermare un proiettile. Vietti ha inteso questa variazione nei costumi tra tessitura e sartoria non solo per stabilire il marchio realistico di questo universo, ma anche per distinguere visivamente la serie da ogni precedente progetto animato DC.
Phil Bourassa ha affermato che la DC Comics era in gran parte molto aperta e sosteneva l'interpretazione che ha dato Young Justice ai personaggi e ha dato loro una grande libertà d'azione per quanto riguarda la direzione visiva della serie. Nel settembre 2011, Bourassa ha vinto il Primetime Emmy per il suo lavoro di design sui personaggi nell'episodio Independence Day.

### Cancellazione
Nel dicembre del 2013 Kevin Smith e Paul Dini hanno avuto una conversazione in un episodio del podcast di "Fat Man on Batman" di Smith sul tema della cancellazione di Tower Prep (creata da Dini), Young Justice e Lanterna Verde del 2013, sostenendo che i dirigenti del network non volevano che le ragazze guardassero i programmi perché "non acquistano giocattoli", e volevano fossero più ragazzi a guardarlo. Ciò ha portato ad una credenza ampiamente diffusa che lo spettacolo sia stato cancellato a causa delle troppe ragazze che lo guardavano, ma Greg Weisman ha negato il fatto che la visione femminile alla serie sia stato un fattore che ne abbia decretato la cancellazione.
Nonostante le elevate valutazioni di Young Justice tra i migliori episodi delle serie animate su iTunes, inizialmente né Warner Bros. né Cartoon Network hanno mai sostenuto la campagna di protesta dei fan a sostegno del ritorno della serie. Tuttavia, gli sforzi instancabili del fandom non sono passati inosservati. Il 13 novembre 2013 un episodio della serie Teen Titans Go!, intitolato appositamente Sidekick (spalle in italiano), conteneva un riferimento alla campagna lanciata dai fan #SaveYoungJustice.
Durante i mesi successivi, il fervore dei fan è diminuito ma non sono mancati i riferimenti alla serie. Il 28 luglio 2014 al Comic-Con di San Diego, il produttore di Teen Titans Go! Aaron Horvath annunciò un episodio crossover della serie di Carton Network con Young Justice. La cosa si concretizzò poi nell'episodio Siate seri (trasmesso in prima visione il 26 febbraio 2015) dove la versione di Young Justice di Aqualad (doppiato anche qui da Khary Payton) rimprovera ai Titan di non essere supereroi seri. Appaiono anche Superboy e Miss Martian senza però parlare.
Nel gennaio del 2015 The Outhousers.com ha decretato la cancellazione di Young Justice come il momento che ha fatto arrabbiare di più del 2014, pur essendo stato cancellato un anno prima. Qualche mese dopo, il 18 agosto, il sito ComicBook NOW! ha tweetato "rinnovate Young Justice". Greg Weisman ha retweettato il post facendo diventare in breve tempo l'hashtag #RenewYoungJustice trend topic, che ha fatto il giro del mondo con oltre 32.400 tweet, riaprendo ancora una volta la questione del revival della serie.
Nel gennaio del 2016 Weisman ha finalmente ha rivelato il motivo della cancellazione del programma sul podcast "The Hip-Hop Nerd". Il finanziamento dello spettacolo era basato su un accordo fatto con la Mattel per la realizzazione di action-figure. I giocattoli non stavano vendendo abbastanza, così l'azienda annullò la linea, e senza fonti di reddito abbastanza grandi da sostituire i soldi della Mattel, lo show non è stato rinnovato per una terza stagione.

### Revival
Nel febbraio 2016, in risposta alla messa in onda della seconda stagione della serie su Netflix, Greg Weisman pubblicò un tweet per informare i fan che le possibilità di una terza stagione potrebbero essere favorite guardando la stagione su Netflix o acquistando i cofanetti in Blu-ray.
Poco più tardi, cominciarono a circolare delle voci che Netflix stava pensando di riportare Young Justice per una terza stagione in base all'audience che avrebbe avuto per la seconda stagione. Quando gli venne chiesto se ha pensato che una terza stagione fosse possibile, il produttore Brandon Vietti ha risposto: "Non lo so, questa è la migliore risposta che posso darti. Sarei felice di farne un'altra". Weisman chiarì nei tweet successivi che mentre Warner Bros. (o Netflix) non avevano mostrato interesse per una terza stagione, solo gli ottimi ascolti su Netflix potrebbero motivare la WB a realizzare una terza stagione. Alcuni doppiatori dello spettacolo, tra cui Jason Spisak, Eric Lopez, Khary Payton, Yuri Lowenthal Nolan North, Stephanie Lemelin, Danica McKellar, Crispin Freeman, Vanessa Marshall, Kelly Hu e Jason Marsden hanno tutti espresso il loro interesse per tornare per una terza stagione, così come il giovane fumettista Christopher Jones sul suo blog, e Susan Eisenberg, la doppiatrice di Wonder Woman in Justice League e Justice League Unlimited.
Nel marzo del 2016 è stata fatta una petizione per convincere la DC Comics e la Warner Bros. per far tornare la serie a fumetti Young Justice, scritta da Christopher Jones e Greg Weisman. Il 26 giugno 2016, Greg Weisman ha commentato che la possibilità di ritorno di Young Justice per una terza stagione è "molto reale", ma ha notato che i fan devono far sì che la serie continui ad essere vista per convincere Netflix e Warner Bros. a realizzare la terza stagione. Il 23 agosto 2016, un utente di Reddit ha affermato di aver sentito che Peter David è stato avvicinato da Netflix per una potenziale terza stagione di Young Justice, voce tuttavia smentita da Greg Weisman e dallo stesso Peter David. Più tardi, David chiarì sul suo sito web che quando aveva pranzato con Greg Weisman poche settimane prima, dichiarando che Weisman gli disse che Netflix sta "considerando seriamente" una terza stagione. Il 9 settembre 2016 Greg Weisman ha risposto alle domande sul suo sito web Station Eight per quanto riguarda la possibilità di Netflix di riportare la serie per una terza stagione. Ha dichiarato: "Credo che ci sia una possibilità di far tornare lo show, non una garanzia, ma una discreta opportunità".
Tre anni dopo la cancellazione, il 7 novembre 2016 la Warner Bros. Animation annuncia ufficialmente la nuova stagione, con i creatori Brandon Vietti Greg Weisman e Brandon Vietti che torneranno a lavorare per la serie.

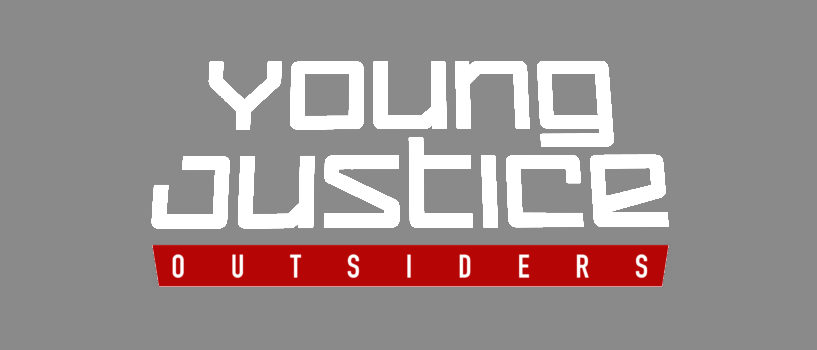
Logo provvisorio della terza stagione.

Il 7 febbraio 2017 Khary Payton, interprete di Aqualad, ha confermato a Comicbook.com che tornerà a doppiare il personaggio nella terza stagione. Poco dopo anche Alyson Stoner ha confermato di riprendere il suo ruolo, così come Marina Sirtis (nei panni di Queen Bee) e Britt Baron. Il 27 febbraio 2017, Phil Bourassa, character designer della serie, ha rivelato, tramite Instagram, che aveva iniziato a lavorare sulla terza stagione e una settimana dopo, ha anche rivelato che alcuni script sono stati completati. Il 25 aprile 2017, la Warner Bros. annunciò che la terza stagione sarà intitolata Young Justice: Outsiders, e che debutterà in un nuovo servizio digitale della DC Comics nel 2018. Al San Diego Comic-Con International del 2017 è stato rivelato che la formazione del gruppo sarebbe costituita da Wonder Girl, Robin (Tim Drake), Beetle Blue, Impulse, Beast Boy, Arsenal e nuovi personaggi come Static, Spoiler, Arrowette e Thirteen.
Il 20 luglio 2019 al Comic-Con di San Diego è stato annunciato dai creatori della serie Vietti e Weisman che DC Universe avrebbe rinnovato la serie per una quarta stagione.

### Seconda cancellazione
Dal 5 agosto 2022 Warner Bros. Discovery, la nuova società madre di Warner Bros. dopo la fusione WarnerMedia-Discovery, Inc., ha cancellato diversi contenuti originali di HBO Max e abbandonato diversi contenuti non originali, con Young Justice rimasto nel limbo durante la prima ondata di cancellazioni. Tuttavia, il 17 agosto 2022, è stato riferito che HBO Max aveva ordinato solo una stagione di Young Justice (Phantoms) e Warner Brothers Discovery non aveva in programma di ordinarne una nuova. Ciò ha di fatto messo fine alla serie, che ha concluso la sua corsa dopo quattro stagioni e 98 episodi. Si tratta della seconda volta che Young Justice viene cancellata, nove anni dopo la prima avvenuta nel 2013.

### Continuity
Warner Bros. ha incaricato Weisman e Vietti di costruire un nuovo universo DC con una vasta gamma di personaggi. Quindi, dopo aver chiesto alla DC Comics di assegnarli una delle 52 Terre inutilizzate, gli è stata assegnata Terra-16 che non è stata sfruttata e gli ha permesso di stabilire le regole e le condizioni per il loro universo. Tuttavia, il team di produzione ha infine fatto sapere che questo mondo era già stato parzialmente esplorato. già ma era troppo tardi per sostituirlo con un'altra Terra, quindi è stato scelto alla fine di ignorare la continuity preesistente Greg Weisman ha compilato due elenchi di personaggi mettendo insieme due elenchi: uno per i principali eroi adolescenti e uno per i cattivi principali.
I primi sei personaggi principali sono stati scelti dai produttori, attraverso un elenco di 50-60 supereroi adolescenti della DC Comics che potevano essere potenziali candidati. I criteri consistevano in età, poteri, personalità, status dell'icona culturale e dinamiche. Un personaggio aggiuntivo, Zatanna, è stata introdotta in parte nella prima stagione, mentre Rocket è stato aggiunto alla fine della stagione.
Ci sono alcune differenze nella formazione di questa squadra rispetto a quella della serie a fumetti omonima. Dick Grayson e Wally West sono stati scelti al posto di Tim Drake e Bart Allen/Impulso (introdotti poi nella seconda stagione). Aqualad, al contrario di Robin nei fumetti, è diventato il nuovo leader della squadra. Inoltre, l'Aqualad presentato nella serie (Kaldur'ahm) è un personaggio completamente nuovo creato da Weisman e Vietti, con Bourassa responsabile del design originale del personaggio. Arrowette è stata sostituita da Artemis a causa del desiderio dei produttori di concentrarsi sulle vicende di quest'ultima. Alcune delle età dei personaggi di Young Justice sono state modificate da quelle dei loro omologhi originali; tuttavia, lo spirito e l'intento dei personaggi sono stati mantenuti.
Alcuni personaggi che fanno parte della serie a fumetti Teen Titans e Young Justice compaiono nella serie. Ciò include Garth, la prima incarnazione di Aqualad che in seguito è diventato il terzo Tempest nei fumetti della DC Comics; Arrowette, l'arciere della squadra nella serie di fumetti Young Justice; e Wonder Girl, i cui problemi giuridici originariamente vietavano i produttori a utilizzare il personaggio, fin quando non è stata permessa l'introduzione nella seconda stagione. Nella serie, Garth è il miglior amico di Aqualad/Kaldur'ahm.
Per i principali antagonisti, hanno eliminato i personaggi da un elenco di oltre 100 criminali DC. Weisman dichiarò che "la maggior parte delle scelte erano abbastanza ovvie", ma cercarono di trovare un certo equilibrio scegliendo personaggi con diverse sfere di influenza e risorse, tra gli altri criteri. Ad esempio, Queen Bee fu scelta principalmente perché aveva un intero paese in cui i cattivi potevano nascondere le loro attività nefaste. Anche il genere e i poteri del personaggio hanno influito. Klarion, d'altra parte, fu scelto su Wotan come membro che esercitava la magia, perché Vietti notò che avevano bisogno di un "bambino" nella loro squadra di cattivi.
Il 19 ottobre 2021 Greg Wiseman ha scritto sul suo sito di considerare il film d'animazione Catwoman: Haunted, il corto del 2010 Green Arrow (da lui stesso scritto) e la serie animata Green Lantern: The Animated Series come facenti parte di un "canone adiacente", spiegando che una versione degli eventi descritti in tali show sono avvenuti anche nel mondo di Young Justice.

## Colonna sonora
La colonna sonora della serie è stata pubblicata il 16 luglio 2013, intitolata Young Justice: Music from the DC Comics Animated Television Series e messa in vendita da La-La Land Records e Warner Bros. Entertainment. Il CD contiene le musiche delle prime due stagione di Young Justice, composte da Lolita Ritmanis, Michael McCuistion e Kristopher Carter.
Ritmanis, McCuistion e Carter sono conosciuti collettivamente come i "Dynamic Music Partners" e hanno realizzato la colonna sonora di una vasta gamma di serie animate, molte delle quali del DC Animated Universe, come Superman, Batman of the Future, Justice League e Justice League Unlimited. Precedentemente avevano collaborato con lo showrunner Greg Weisman per la serie The Spectacular Spider-Man.
Quando Weisman e Vietti si avvicinarono al trio di compositori, hanno chiarito il fatto che non volevano una colonna sonora tradizionale per la serie. Vietti voleva una colonna sonora che si basasse "meno sulla grande musica degli strumenti tradizionali e più sugli effetti sonori elettronici per creare l'atmosfera".
1. Young Justice Main Title (Kristopher Carter, Michael McCuistion e Lolita Ritmanis) – 0:26
2. Dynamic Duo Ice Freeze (Kristopher Carter) – 1:26
3. Star City (Lolita Ritmanis) – 1:06
4. Central City/Washington, D.C. (Michael McCuistion) – 1:14
5. Covert Ops (Lolita Ritmanis) – 2:07
6. Arrival of the League (Kristopher Carter) – 2:15
7. Red Tornado Arrives (Michael McCuistion) – 1:01
8. Martian Bio-Ship (Lolita Ritmanis) – 1:55
9. Aqualad Comes Home (Michael McCuistion) – 0:58
10. Mera Attacks (Lolita Ritmanis) – 2:37
11. M'gann Finds Kid Flash & Artemis (Kristopher Carter) – 2:01
12. Psimon Says Forget (Kristopher Carter) – 1:14
13. Skateboarding Kid (Lolita Ritmanis) – 0:38
14. Giant Water Eel Battle (Michael McCuistion) – 1:05
15. Team Re-Elects Aqualad (Lolita Ritmanis) – 1:49
16. Welcome to the Team (Lolita Ritmanis) – 0:41
17. Morrow Lab Source (Kristopher Carter) – 1:38
18. Planetary Destruction (Lolita Ritmanis) – 1:42
19. Red Tornado Saves the Earth (Michael McCuistion) – 1:38
20. Revenge Mode (Kristopher Carter) – 1:36
21. Subliminally Sad (Lolita Ritmanis) – 0:46
22. Artemis/Zatanna Rooftop Chase (Michael McCuistion) – 2:35
23. Watchtower Election (Michael McCuistion) – 1:05
24. Cheshire Is Back (Michael McCuistion) – 2:16
25. Vandal & Klarion Retreat (Kristopher Carter) – 3:05
26. Missing Sixteen Hours (Kristopher Carter) – 1:28
27. Meet Lobo (Kristopher Carter) – 3:44
28. Manta-Flyer (Lolita Ritmanis) – 0:51
29. Nathaniel Changes (Lolita Ritmanis) – 1:07
30. Artemis Deep Cover (Kristopher Carter) – 1:26
31. Roy's Desperation (Lolita Ritmanis) – 2:37
32. Undercover Artemis (Lolita Ritmanis) – 1:07
33. Mount Justice Destroyed (Kristopher Carter) – 2:40
34. The Scarab Connection (Michael McCuistion) – 1:41
35. Aqualad Brain Purée (Kristopher Carter) – 1:57
36. Mental Maneuvers (Michael McCuistion) – 3:22
37. Tick Tock Tick Tock (Lolita Ritmanis) – 1:09
38. White Limo (Lolita Ritmanis) – 1:48
39. Arsenal Still Running (Michael McCuistion) – 0:44
40. Return to Bialya (Michael McCuistion) – 2:40
41. Black Beetle Gets Away (Lolita Ritmanis) – 1:27
42. Wally's Sacrifice (Michael McCuistion) – 3:13
43. Business as Usual (Michael McCuistion) – 1:16
44. Young Justice End (Kristopher Carter, Michael McCuistion e Lolita Ritmanis) – 0:33

## Promozione
Il 21 luglio 2017 si è tenuto al San Diego Comic-Con International il panel per promuovere la terza stagione, a cui hanno partecipato Greg Weisman, Brandon Vietti e Phil Bourassa. Al panel sono stati rilasciati due artwork, i quali mostravano i membri principali del team più tre nuovi personaggi. Inoltre, sono stati mostrati i nuovi design per Nightwing, Artemis, Superboy e Black Lightning. Un altro panel si è tenuto al SDCC il 22 agosto 2018, al quale hanno preso parte Weisman, Vietti e Bourassa, insieme ai doppiatori Troy Baker e Stephanie Lemelin. Durante il panel, è stato pubblicato il primo trailer, introducendo numerosi nuovi personaggi.
La stagione è stata presentata per la prima volta il 4 gennaio 2019. La seconda metà dei 13 episodi è stata presentata in anteprima il 2 luglio 2019.

## Distribuzione
Young Justice ha avuto una distribuzione convulsa ed estremamente irregolare. Dopo una pausa di due mesi tra lo special del novembre 2010 e la prima ufficiale della serie regolare, Cartoon Network ha trasmesso i primi nove episodi della prima stagione il venerdì pomeriggio da gennaio a marzo 2011. La serie era prevista per tornare con l'episodio Target il 3 giugno ma è stato rinviato per ragioni sconosciute. L'interruzione dura sei mesi, rendendo la più lunga pausa nella storia della messa in onda. La serie è ripresa nel settembre 2011 con nove episodi, prima di fermarsi nuovamente per un'altra pausa dopo la trasmissione dell'episodio Segreti. Tre mesi e mezzo dopo, lo spettacolo è tornato con Doppia dimensione, come parte del blocco di programmazione della DC Nation il sabato mattina. Sono stati trasmessi 15 episodi, insieme alla seconda stagione senza interruzioni, fino al giugno 2012. Quasi quattro mesi dopo, Cartoon Network ha trasmesso altri due episodi a settembre, ma in un inspiegabile cambiamento dell'ultimo minuto ha stravolto l'intero calendario di ottobre, e la serie è stata messa ancora una volta in pausa per altri tre mesi, e nei sette mesi seguenti solo due episodi sono andati in onda. Il gennaio 2013, i restanti 11 episodi della seconda stagione sono stati trasmessi ininterrottamente.
La seconda stagione, intitolata Young Justice: Invasion e di sei episodi in meno rispetto alla precedente, è iniziata il 28 aprile 2012.
A differenza delle prime due stagioni trasmesse su Cartoon Network, la terza stagione è andata in onda sul servizio in streaming su DC Universe.
In Italia la prima stagione è stata trasmessa su Cartoon Network a partire dal 30 aprile 2012.

### Edizione italiana
Il doppiaggio italiano è stato eseguito dallo Studio Emme, diretto da Vittorio Guerrieri e con i testi di Veronica Salvi e Vittorio Guerrieri. Dick Grayson nella prima stagione è stato doppiato da Alessio De Filippis (quando vestiva i panni di Robin), mentre da Massimo Triggiani nella seconda (come Nightwing).

### Edizioni home video

#### DVD
Tre cofanetti da quattro episodi ciascuno sono stati pubblicati individualmente per coprire la prima metà della prima stagione e successivamente venduti insieme come "fun-pack". Il resto della prima stagione è stato pubblicato in un singolo cofanetto con tutti i restanti 14 episodi. La seconda stagione è stata pubblicata in due diversi cofanetti da due dischi contenenti 10 episodi ciascuno: la prima parte della seconda stagione è chiamata Young Justice: Invasion Destiny Calling, ed è stata pubblicata il 22 gennaio 2013 mentre la seconda parte è intitolata Young Justice: Invasion Game of Illusions ed è stata messa in vendita il 16 luglio 2013.

#### Blu-ray
Il 12 agosto 2014 la prima stagione in Blu-ray è stata pubblicata tramite Warner Archive. La seconda stagione, Invasion, è uscita sempre il 18 novembre 2014. La Warner Brothers ha pubblicato anche il volume 1 come parte del cofanetto Justice League: 3-Pack Fun, che comprende anche i due episodi della serie Justice League The Brave and The Bold e Injustice For All e For The Man Who Has Everything, The Return, e The Greatest Story Never Told della serie Justice League Unlimited.

## Accoglienza

### Ascolti
Il 26 novembre i primi due episodi della serie, Il giorno dell'indipendenza e Fuochi d'artificio, sono stati mostrati in anteprima su Cartoon Network in uno speciale di un'ora attirando più di 2,5 milioni di spettatori.

### Critica
Sin dalla prima trasmissione originale, Young Justice è stata acclamata dalla critica per la sua originalità e per la storia matura e complessa. Nel dicembre 2011 IGN ha inserito la serie al 20º posto nella Top 25 dei migliori show di tutti i tempi tratti da un fumetto. Nel marzo 2012, DC Nation ha ottenuto indici d'ascolto in doppia e tripla cifra rispetto all'anno precedente per Cartoon Network. Young Justice: Invasion ha totalizzato in media un pubblico di 1,9 milioni di spettatori ogni sabato sin dal ritorno a Cartoon Network con l'episodio finale di serie Endgame che è il più votato per Cartoon Network per la settimana dall'11 al 17 marzo 2013, avendo la meglio su altre reti come Regular Show, Adventure Time, e Dragons: Riders of Berk. Dopo la cancellazione, l'intero spettacolo è stato definito "maturo, intelligente... ha avuto una forte risonanza con gli spettatori... incredibile".
Molti attori hanno anche ottenuto riconoscimenti per i loro ruoli come Jason Spisak che, secondo il critico Ava Dordi, "cattura l'essenza spensierata di Kid Flash" e Nolan North che, secondo il produttore Greg Weisman, interpreta bene il doppi ruoli di Superman e Superboy.
Geoff Johns ha apprezzato Kaldur'ahm come Aqualad, che è stato quindi introdotto nella continuity dei fumetti, alterata nel quarto numero in Nel giorno più splendente. Nel fumetto appare come un adolescente proveniente dal Nuovo Messico con il nome di Jackson Hyde, ed è in gran parte ignaro delle sue radici atlantidee. Oltre al suo design, molti aspetti della nuova storia di Aqualad dovevano essere modificati per adattarsi alla consolidata continuità dell'Universo DC. Anche Artemis è stato portato nella linea temporale principale durante il New 52, ma è stato ucciso nel primo numero in cui compare.
Al programma Conan, il conduttore Conan O'Brien ha intervistato l'animatore Bruce Timm (creatore del DC Animated Universe) e i due hanno ideato un super eroe chiamato "The Flaming C". Tuttavia, in diverse occasioni, la loro creazione originale sarebbe stata animata da alcune scene già esistenti in Young Justice, prese dall'episodio Fuochi d'artificio, Benvenuti ad Happy Harbour, A scuola, e Diniego.
Nel 2014, il sito WatchMojo.com ha classificato Young Justice al quarto posto tra i migliori cartoni cancellati, e al settimo nella loro "Top 10" delle serie animate dei supereroi.

## Riconoscimenti
- 2011 - Emmy Award
  - Miglior interpretazione in un programma animato a Phillip Bourassa per Il giorno dell'indipendenza
- 2013 - Daytime Emmy Award
  - Candidato - Miglior mix sonoro - Animazione a Carlos Sanches e Eric Lewis
- 2014 - Daytime Emmy Award
  - Candidato - Miglior mix sonoro - Animazione a Eric Lewis e Carlos Sanches
- 2014 - Online Film & Television Association Award
  - Miglior serie animata
- 2014 - Online Film & Television Association Award
  - Candidato - Miglior performance come doppiatore a Mae Whitman per aver interpretato "Wonder Girl / Cassie Sandsmark" e Miguel Ferrer come "Vandal Savage"

La serie ha anche conquistato il terzo posto (dopo My Little Pony - L'amicizia è magica e La leggenda di Korra) in un sondaggio dei lettori di TV.com per la "Miglior serie animata" del 2012 e il quinto posto nel 2013 anche dopo la cancellazione.

## Opere derivate

### Fumetti
Sono stati realizzati diversi fumetti all'infuori della trasmissione televisiva, espandendo così l'universo della serie in altri media. I fumetti sono stati realizzati da Greg Weisman e Kevin Hopps, che fanno parte della squadra degli sceneggiatori di Young Justice. Mike Norton ha disegnato i primi quattro numeri e la cover-art dei primi sei numeri. Christopher Jones ha realizzato i disegni dal numero 5 al 7. Art Baltazar e Franco Aureliani sostituirono Weisman e Hopps per i numeri 1-6, a causa degli impegni del duo con la serie televisiva. Insieme a Brandon Vietti, Weisman e Hopps hanno supervisionato i numeri per il mantenimento della continuità. Anche se è una serie a fumetti che possono leggere anche i bambini, è specificamente rivolta agli adolescenti.
La serie a fumetti si svolge in gran parte tra gli episodi della serie e spesso espande eventi solo menzionati nel cartone animato. Baltazar e Aureliani hanno confermato che gli è stato chiesto di introdurre il Joker nel fumetto per presentare il personaggio prima della sua eventuale apparizione nella serie. A partire dal ventesimo numero, il fumetto è stato rinominato Young Justice: Invasion per far coincidere il titolo con quello della serie. È stata annullata nel novembre 2012, con il venticinquesimo e ultimo numero. Dopo il ritorno della serie per una terza stagione nel novembre del 2016, Greg Weisman e Christopher Jones hanno fatto pressione alla DC Comics per riportare anche la serie a fumetti, spingendo i fan a dimostrare il loro sostegno acquistando i fumetti in digitale.
Una miniserie a fumetti di 6 numeri ambientata dopo il finale della quarta stagione intitolata Young Justice: Targets è stata pubblicata dal giugno a dicembre 2022.
In Italia tutti e 25 i numeri sono stati pubblicati da RW Edizioni in quattro volumi: il primo è uscito il 19 aprile 2013, il terzo il 22 agosto 2014. e il quarto il 31 gennaio 2015.

### Audio Play
The Prize è un episodio audio canonico ambientato fra la terza e la quarta stagione, interpretato dai membri del cast Denise Boutte, Crispin Freeman, Stephanie Lemelin, Danica McKellar, Nolan North, Khary Payton e Jason Spisak durante l'evento DC Fandome del 12 settembre 2020.

### Videogame
Nel novembre 2013 è stato distribuito Young Justice: Legacy, gioco che si ambienta fra la prima e la seconda stagione, sviluppato dalla Freedom Factory Studios e prodotto da Little Orbit per Nintendo 3DS, Windows, PlayStation 3 e Xbox 360. Originariamente il videogioco doveva essere pubblicato anche per console Wii e Wii U, ma è stato cancellato a causa di problemi di qualità. Il gioco è stato pubblicato da Little Orbit e sviluppato da Freedom Factory Studios, e dispone di 12 personaggi giocabili. e 12 cattivi
La Warner Bros. Interactive Entertainment ha commercializzato nel maggio 2019 un DLC e un pacchetto di personaggi per LEGO DC Super-Villains intitolato Young Justice Animated Series per PlayStation 4, Xbox One, Nintendo Switch e PC Windows. Il pacchetto scaricabile include un livello e personaggi giocabili basati sulla serie animata Young Justice.

## Merchandising
Sono stati realizzati numerosi prodotti e giocattoli basati sulla serie. La Mattel ha creato diverse action figure e playset. Oltre ai giocattoli per i sei personaggi principali, sono stati confermati anche le action figure di Cheshire, Icicle Jr., Black Canary, Batman, Aquaman, Flash e Ra's al Ghul. A partire dal 13 marzo 2011, la linea di ristoranti di fast food McDonald's hanno inserito negli Happy Meals alcuni personaggi come Robin, Aqualad, Kid Flash, Superboy, Superman, Batman e gli antagonisti Capitan Cold e Black Manta.